# Chapelle Saint-Christophe de Tain-l'Hermitage
Pour les articles homonymes, voir Chapelle Saint-Christophe.
La chapelle Saint-Christophe de Tain-l'Hermitage, est située dans le vignoble de cette commune de la Drôme, en haut de la colline de l'Ermitage, surplombant la ville.

## Histoire
La chapelle actuelle fût construite en 1864. La légende locale laisse entendre qu'elle aurait été érigée à l'emplacement d'un ancien temple romain, dédié à Héraclès, précédant à une première chapelle. Cette chapelle primitive, mentionnée dans des textes de l'an 1100 comme chapelle d'un prieuré rattaché à Saint-André-le-Bas de Vienne, aurait accueilli le chevalier Henri-Gaspard de Sterimberg, au XIIIe siècle, à son retour de la croisade des albigeois (1209-1229), pour y faire retraite. Il y planta la vigne, afin de produire un vin, à l'usage des pèlerins et voyageurs.

## Description
La chapelle est inscrite à l'inventaire des monuments historiques depuis le 10 janvier 1934.
Depuis 1919, la chapelle est la propriété de la maison vinicole Paul Jaboulet aîné. Après une restauration, dans les années 1980, le parvis de la chapelle sert au domaine de bar éphémère, les soirs d'étés.

## Pour en savoir plus